# Gwangju FC
Der Gwangju Football Club ist ein Fußballfranchise aus Gwangju, Südkorea. Aktuell spielt das Franchise in der K League 1, der höchsten Spielklasse Südkoreas.

## Geschichte

### Vorgeschichte

Gwangju Sangmu Bulsajo-Logo bis 2010

2003 gründete die Stadt in Kooperation mit dem Militär den Militärverein Gwangju Sangmu Bulsajo FC.
Zwischen 2003 und 2010 konnte der Verein allerdings keine Erfolge feiern. 2010 wurde der Vertrag nicht verlängert und der Militärverein wurde aufgelöst. Das Militär verließ die Stadt und die Stadtverwaltung gründete einen eigenen Verein. Als erster Trainer von Gwangju FC wurde Choi Man-heui verpflichtet.

### Ersten Jahre und Abstieg in die Zweitklassigkeit (2011–2013)
Die ersten beiden Spielzeiten verliefen nicht gut für den Verein. 2011 wurden sie 11., 2012 wurden sie aber 15., weshalb sie 2013 in der neugegründeten K League Challenge antraten. Die beiden ersten Pokalspielzeiten verliefen unterschiedlich. In ihrer ersten Pokalspielzeit schieden sie überraschend in ihrer ersten Runde gegen Suwon City FC mit 1:2 raus. 2012 verlief die Pokalsaison besser. In ihrer ersten Runde trafen sie auf Chungju Hummel FC, welche sie mit 4:2 besiegen konnten. In der darauffolgenden Runde scheiterten sie allerdings mit 1:3 an den Pohang Steelers. Nachdem der Verein Ende 2012 aus der K League abgestiegen war, wurde Choi Man-heui als Trainer entlassen und wurde durch Yeo Beom-kyu ersetzt.
2013 sollte mit Yeo Beom-kyu der Wiederaufstieg geschafft werden, allerdings konnte der Verein zu keiner Zeit am Aufstiegskampf mit teilnehmen. Zwischendurch belegte der Verein den 7. Platz, weshalb Yeo Beom-kyu mitten in der Saison ebenfalls beurlaubt wurde. Als Interimstrainer wurde Nam Ki-il verpflichtet. Unter ihm konnte sich der Verein stabilisieren und noch den 3. Platz erreichen. Im Pokal konnte der Verein ebenfalls nicht viel erreichen. In ihrer ersten Runde trafen sie erneut auf Chungju Hummel FC, welche sie erneut besiegen konnten. Sie gewannen das Spiel mit 3:2. In der darauffolgenden Runde, traf der Verein allerdings auf den FC Seoul, welche sie mit 2:1 schlagen konnten, weshalb der Verein nach ihrer zweiten Runde schon ausschieden.

### Wiederaufstieg und -Etablierung in der K League Classic (2014–2016)
2014 wurde der Interimstrainer Nam Ki-il zum Offiziellen Nachfolgetrainer ernannt. Unter ihm sollte der Verein den Aufstieg erreichen. Die Saison verlief aber erneut schwankend. In der Hinrunde rangierte der Verein in der unteren Tabellenregion, konnte sich aber in der Rückrunde stabilisieren und zum Ende der Saison noch den 4. Platz und damit die Play-off-Spiele erreichen. In den Play-off-Spielen schlugen sie Gangwon FC mit 1:0. Im Play-off-Finale trafen sie auf Ansan Police FC, welche sie mit 3:0 ebenfalls schlagen konnten und damit die Relegationsspiele erreichten. Das Hinspiel gewannen sie gegen Gyeongnam FC mit 3:1 und das Rückspiel ging 1:1 aus, weshalb der Verein in die erste Liga zurückkehrte. Im Pokal erreichte der Verein erneut das Achtelfinale. Nachdem sie Bucheon FC 1995 mit 1:0 schlugen, trafen sie auf Seongnam FC, welches sie allerdings mit 1:2 verloren und damit im Pokal ausschieden.
In ihrer Aufstiegssaison spielten sie nahezu nur in der unteren Tabellenregion. Der Verein stand bis zum 5. Spieltag im oberen Bereich der Tabelle, rutschte danach kontinuierlich immer weiter auf Platz 10 runter. Am Ende der Saison war der Klassenerhalt aufgrund der schlechten Leistungen von Daejeon Citizen und Busan IPark nie in Gefahr, so dass man sehr früh schon mit den Planungen zur nächsten Saison beginnen konnte. Die Pokalsaison verlief ähnlich. I ihrer ersten Runde trafen sie Daejeon Citizen, welches sie knapp mit 0:1 verloren hatten und damit sehr früh ausschieden. 2016 startete der Verein durchwachsen in die Saison. Während man nach zwei Spieltagen auf Platz 3 stand, rutschte man erneut zwischendurch auf Platz 9 herunter, ehe man sich wieder zwischendurch auf Platz 7 hochkämpfen konnte. Dennoch beendete der Verein die Saison nur auf einem 8. Platz hinter Suwon Samsung Bluewings. Die Pokalsaison verlief hingegen wieder etwas besser. Nachdem sie in ihrer ersten Runde überraschend Jeju United mit 2:1 schlagen konnte, scheiterte man aber an Ulsan Hyundai und verloren das Spiel mit 0:1.

### Abstieg und Neuanfang in der K League 2 (Gegenwart)
Gwangju FC musste nach Ende der letzten Saison einige Abgänge von Leistungsträgern verkraften, dennoch hielten sie sich bis zum 10. Spieltag über dem Relegationsplatz. Danach rutschte der Verein auf den Relegations- und kurz darauf sogar auf den Abstiegsplatz ab. Nach einer Niederlagen-Serie musste Nam Ki-il den Verein verlassen und es übernahm Kim Hak-beom als Nachfolger. Trotz des Trainerwechsels konnte keine Wechselstimmung erschaffen werden und der Verein verlor weitere Spiele. Am Ende der Saison konnte der Verein zwar noch überraschend zwei Spiele hintereinander gewinnen, dennoch reichte dies nicht mehr aus um den Abstieg zu verhindern. Gwangju stieg mit 4 Punkten Rückstand zum Relegationsplatz ab und Kim Hak-beom wurde kurz darauf ebenfalls vom Verein entlassen.
Gwangju FC stellte sich für die Saison 2018 nahezu komplett neu auf. Nahezu der komplette Kader verließ den Verein, dafür wurden aber junge Spieler verpflichtet. Der Verein verpflichtete mit Park Jin-seob einen Nachfolge-Trainer für die Saison 2018. Der Verein schied trotz eines neuen Kaders schon sehr früh aus. In seiner ersten Runde scheiterte der Verein überraschend an dem Drittligisten Daejeon Korail FC mit 1:3.

## Saisonplatzierung
| Saison | Liga               | Div. | Vereine | Spiele | Platz | S  | U  | N  | Tore  | Punkte | FA Cup        | K-League-Play-off   |
| 2011   | K League           | 1    | 16      | 30     | 11.   | 9  | 8  | 13 | 32:43 | 35     | 4. Hauptrunde | -                   |
| 2012   | K League           | 1    | 16      | 44     | 15.   | 10 | 15 | 19 | 57:67 | 45     | Achtelfinale  | -                   |
| 2013   | K League Challenge | 2    | 8       | 35     | 3.    | 16 | 5  | 14 | 55:54 | 53     | Achtelfinale  | -                   |
| 2014   | K League Challenge | 2    | 10      | 36     | 4.    | 13 | 12 | 11 | 40:35 | 51     | Achtelfinale  | Relegation-Gewinner |
| 2015   | K League Classic   | 1    | 12      | 38     | 10.   | 10 | 12 | 16 | 35:44 | 42     | 4. Hauptrunde | -                   |
| 2016   | K League Classic   | 1    | 12      | 38     | 8.    | 11 | 14 | 13 | 41:45 | 47     | Achtelfinale  | -                   |
| 2017   | K League Classic   | 1    | 12      | 38     | 12.   | 6  | 12 | 20 | 33:61 | 30     | Viertelfinale | -                   |
| 2018   | K League 2         | 2    | 10      | 36     | 5.    | 11 | 15 | 10 | 51:41 | 48     | 3. Hauptrunde | Nicht Qualifiziert  |
| 2019   | K League 2         | 2    | 10      | 36     | 1. ▲  | 21 | 10 | 5  | 59:31 | 73     | Achtelfinale  | -                   |
| 2020   | K League 1         | 1    | 12      | 27     | 6.    | 6  | 7  | 14 | 33:47 | 25     | Achtelfinale  | -                   |
| 2021   | K League 1         | 1    | 12      | 38     | 12.   | 10 | 7  | 21 | 42:54 | 37     | 3. Hauptrunde | -                   |
| 2022   | K League 2         | 2    | 11      | 40     | 1. ▲  | 25 | 11 | 4  | 68:32 |        | Achtelfinale  |                     |
| 2023   | K League 1         | 1    | 12      | 38     | 3.    | 16 | 11 | 11 | 47:35 |        | Viertelfinale |                     |
| 2024   | K League 1         | 1    | 12      | 38     | 9.    | 14 | 5  | 19 | 42:49 | 47     |               |                     |

| Legende                 | Legende | Legende | Legende | Legende | Legende | Legende | Legende | Legende |
| ----------------------- | ------- | ------- | ------- | ------- | ------- | ------- | ------- | ------- |
| Abstieg zum Saisonende  |         |         |         |         |         |         |         |         |
| Aufstieg zum Saisonende |         |         |         |         |         |         |         |         |

## Trainerchronik
| Trainer      | Nation   | von               | bis               |
| ------------ | -------- | ----------------- | ----------------- |
| Choi Man-hee | Südkorea | 18. Oktober 2010  | 1. Dezember 2012  |
| Yeo Bum-kyu  | Südkorea | 6. Dezember 2012  | 16. August 2013   |
| Nam Ki-il    | Südkorea | 16. August 2013   | 14. August 2017   |
| Kim Hak-bum  | Südkorea | 14. August 2017   | 18. November 2017 |
| Park Jin-sub | Südkorea | 18. November 2017 | 1. Dezember 2020  |
| Kim Ho-young | Südkorea | 22. Dezember 2020 | 15. Dezember 2021 |
| Lee Jung-hyo | Südkorea | 28. Dezember 2021 |                   |

## Stadion
| Stadion | Name                      | Eigentümer              | Eröffnung | Nutzungszeitraum | Nutzungszeitraum |
| Stadion | Name                      | Eigentümer              | Eröffnung | Von              | Bis              |
| ------- | ------------------------- | ----------------------- | --------- | ---------------- | ---------------- |
|         | Gwangju-World-Cup-Stadion | Stadtverwaltung Gwangju | 2002      | 2011             | 2020             |
|         | Gwangju-Fußballstadion    | Stadtverwaltung Gwangju | 2001      | 2020             | Bis jetzt        |

## Rivalität
Gwangju FC ist mit Daegu FC verfeindet (Yeong-Honam-Derby). Weitere Rivalitäten oder Freundschaften pflegt der Verein keine.